# Паскаль, Эми
Эми Бет Паскаль (англ. Amy Beth Pascal; род. 25 марта 1958, Лос-Анджелес) — американская бизнесвумен и продюсер.

## Ранняя жизнь и семья
Паскаль родилась 25 марта 1958 года в Лос-Анджелесе (Калифорния). Её отец, Энтони Эйч Паскаль, был экономическим исследователем в корпорации RAND. Мать, Барбара Паскаль, была библиотекарем и владелицей книжного магазина. Паскаль училась в школе Crossroads в Санта-Монике, а затем получила степень в области международных отношений в Калифорнийском университете в Лос-Анджелесе.
В 1997 году Паскаль вышла замуж за Бернарда Вайнрауба, драматурга и бывшего иностранного корреспондента The New York Times. Они проживают в Брентвуде (Лос-Анджелес) со своим сыном Энтони.

## Фильмография
- 2016 — Охотники за привидениями
- 2017 — Человек-паук: Возвращение домой
- 2017 — Большая игра
- 2017 — Секретное досье
- 2018 — Веном
- 2018 — Девушка, которая застряла в паутине
- 2018 — Человек-паук: Через вселенные
- 2019 — Человек-паук: Вдали от дома
- 2019 — Маленькие женщины
- 2021 — Веном 2
- 2021 — Человек-паук: Нет пути домой
- 2022 — Морбиус
- 2023 — Человек-паук: Через вселенные 2
- 2024 — Крейвен-охотник
- 2024 — Веном: Последний танец
- 2026 — Человек-паук: Совершенно новый день
- TBA — Безымянный биографический фильм о Мадонне
- TBA — Premonition: A Pandemic Story[7]

## Награды и номинации
| Год  | Награда                             | Категория                                                   | Работа                          | Результат | Пр.         |
| ---- | ----------------------------------- | ----------------------------------------------------------- | ------------------------------- | --------- | ----------- |
| 2001 | Women in Film Crystal + Lucy Awards | Crystal Award                                               | —                               | Победа    | [ 8 ] [ 9 ] |
| 2003 | Hollywood Film Awards               | Hollywood Leadership Award                                  | —                               | Победа    | [ 8 ] [ 9 ] |
| 2010 | Producers Guild of America Awards   | Milestone Award                                             | —                               | Победа    | [ 8 ] [ 9 ] |
| 2018 | Producers Guild of America Awards   | Outstanding Producer of Theatrical Motion Pictures          | «Большая игра»                  | Номинация | [ 8 ] [ 9 ] |
| 2018 | Producers Guild of America Awards   | Outstanding Producer of Theatrical Motion Pictures          | «Секретное досье»               | Номинация | [ 8 ] [ 9 ] |
| 2018 | Academy Awards                      | Best Picture                                                | «Секретное досье»               | Номинация | [ 8 ] [ 9 ] |
| 2019 | Golden Globe Awards                 | Best Animated Feature Film                                  | «Человек-паук: Через вселенные» | Победа    | [ 8 ] [ 9 ] |
| 2019 | Producers Guild of America Awards   | Outstanding Producer of Animated Theatrical Motion Pictures | «Человек-паук: Через вселенные» | Победа    | [ 8 ] [ 9 ] |
| 2020 | Academy Awards                      | Best Picture                                                | «Маленькие женщины»             | Номинация | [ 8 ] [ 9 ] |
| 2020 | Producers Guild of America Awards   | Outstanding Producer of Theatrical Motion Pictures          | «Маленькие женщины»             | Номинация | [ 8 ] [ 9 ] |